# Basteln

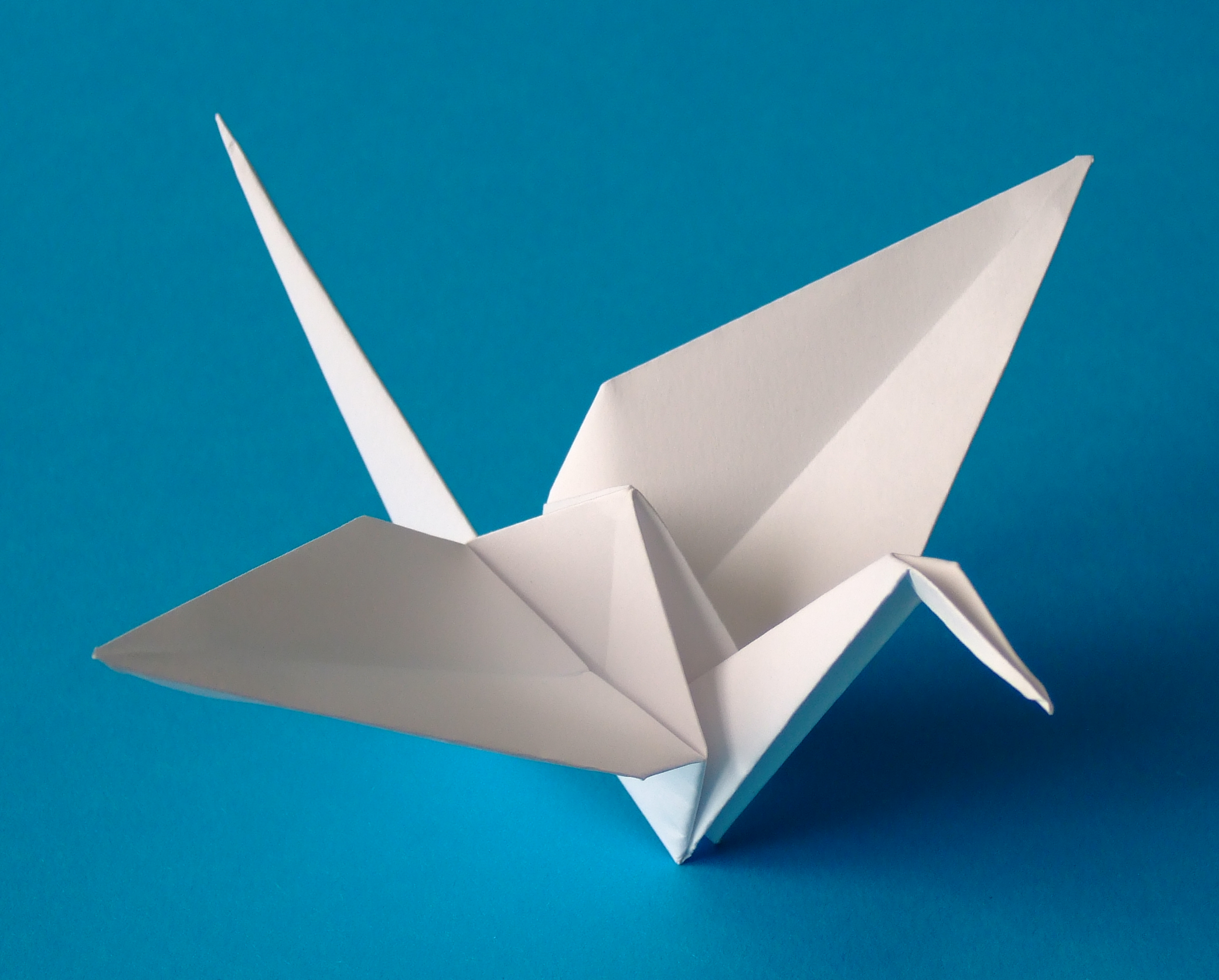
Origami-Kranich

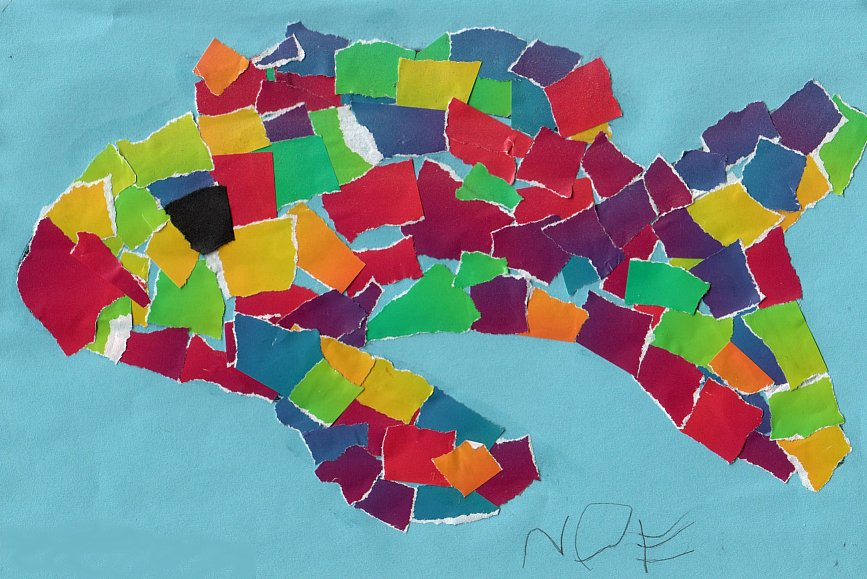
Kinderkunstwerk aus Papierschnipseln

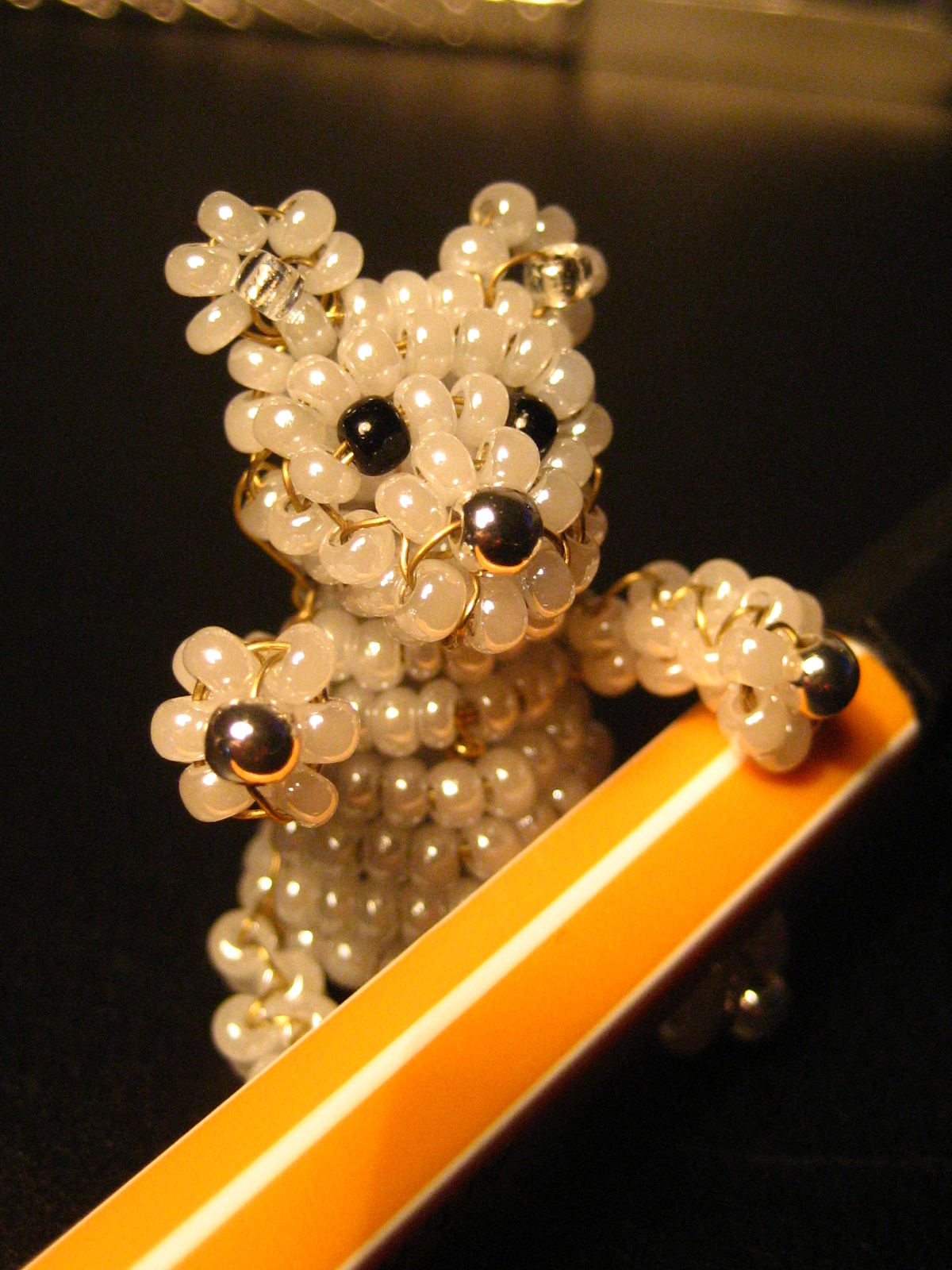
Ein Eisbär aus Perlen

Basteln ist eine handwerkliche Tätigkeit, bei der aus oft einschlägigen Materialien künstlerische Objekte angefertigt werden. Im deutschsprachigen Raum findet Basteln als didaktisches Konzept der Früherziehung z. B. im Rahmen des Werk- und Textilunterrichts Platz. International hingegen – etwa in Japan oder als Arts and Crafts in Nordamerika – gilt es hingegen vielfach als anspruchsvolles künstlerisches Hobby, dem sich auch Erwachsene auf hohem Niveau verschreiben.
Die Herstellung dreidimensionaler Bastelobjekte ist auch für andere Bereiche des Lernens sinnvoll. So stellt z. B. der Geometriedidaktiker Siegfried Krauter die These auf: „Wer z. B. die Pyramide in der Schule behandelt und nicht jeden Schüler zumindest ein reales Modell bauen lässt, hat seinen Beruf als Mathematiklehrer verfehlt!“

## Hintergrund
„Basteln“ ist ein Überbegriff für Hobbys, die experimentell betrieben werden. Oft richten sich Bastler einen eigenen Raum z. B. im Keller des Hauses als Werkstatt bzw. Hobbyraum ein, um dieser Tätigkeit ungestörter nachgehen zu können, ohne Angst um wertvolle Einrichtungsgegenstände haben zu müssen. Anleitungen für Bastelarbeiten findet man vielfach in Schrift, Ton und Bild.
Basteln ist ein wertvolles Lerninstrument, da es den Lernenden hilft, geometrische Strukturen zu verstehen und zu handhaben. Durch Basteln lassen sich motorische Fähigkeiten erlernen, und der Spieltrieb, also die Lust am spielerischen Umgang mit Materialien, wird dadurch gefördert.
Basteln unterscheidet sich vom gewerblichen oder „Do it yourself“-Handwerk insofern, als die Tätigkeit des Herstellens an sich bereits den Zweck der Tätigkeit (meist Spaß zu haben) erfüllt, nicht der spätere Besitz des hergestellten Gegenstandes oder dessen Nutzen für etwaige Auftraggeber bzw. Betrachter. Für Bastelarbeiten bedarf es, im Gegensatz zum Handwerk, keiner Ausbildung. Für die Kinderentwicklung hat Basteln einen hohen Stellenwert, da das taktile Erfassen der Umwelt und überhaupt manuelle Fertigkeiten wichtig sind, Entwicklungsmängel in späteren Lebensphasen aber nur schwer kompensiert werden können. Einige Museen bieten im Bereich der Museumspädagogik auch Bastelnachmittage für Familien an.

## Materialien
Die Materialien können völlig unterschiedlich sein: Perlen, Stoffe, Polystyrol, Tontöpfe, Flötenreiniger, Altpapier, Kunstfell, Lederbänder, Gips, Plexiglas, Glas, Holz, Metall, Papier, Pappe oder Stein; es gibt aber auch viele Bastler, die Gegenstände aus Kronkorken, Bierdeckeln oder Zündhölzern und noch mehr herstellen. Die Grundstoffe fürs Basteln findet man oft im Baumarkt oder in speziellen Bastelfachgeschäften. Auch einige Versandhäuser haben sich auf den Vertrieb von Bastelmaterialien spezialisiert.

## Basteln für Kinder

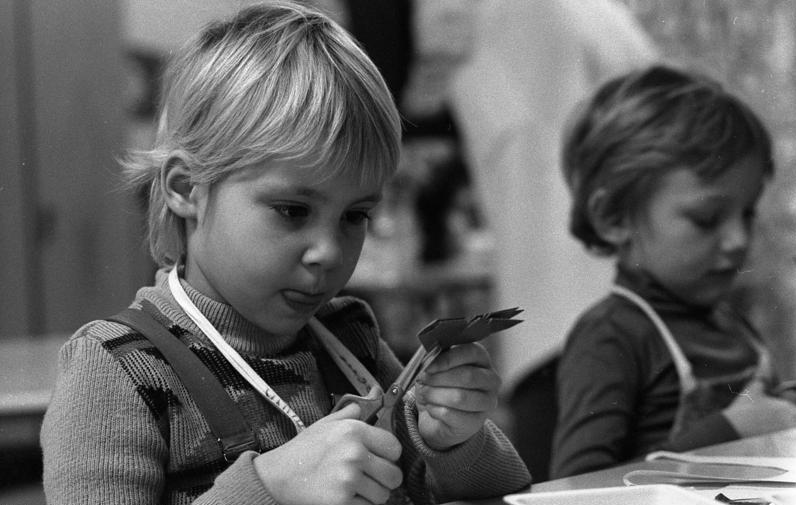
Basteln im Kindergarten, 1982

Durch das Basteln lernen Kinder Vertrauen in die eigene Kreativität, Entdecken des eigenen Könnens, Entwickeln von verschiedenen Ausdrucksmöglichkeiten, Sprachbefähigung und mathematisches Vermögen.
Es kann mit verschiedensten Materialien gearbeitet werden. Man kann mit den verschiedensten Dingen unterschiedliche Sachen herstellen. Basteln mit Fundsachen, z. B. Lebensmitteln, Recyclingmaterial, Sand, Steine, Rinde. Als Naturkunst oder „Land Art“ wird das Basteln mit Naturmaterialien im Außenraum bezeichnet. Es bietet sich an, dass man der Kreativität der Jahreszeit entsprechend freien Lauf lässt. Zu Beginn des Frühjahrs schmücken lustige Clowns, fröhliche Käfer und flotte Bienchen Tisch und Frühlingsstrauß. Im Sommer kann man Sommerkappen, Girlanden für Feste, Windmühlen usw. basteln. Im Herbst bieten sich viele Naturmaterialien wie beispielsweise Kastanien an, um daraus Igel und Eichhörnchen zu basteln. Im Winter schmücken Sterne und Weihnachtskugeln den Christbaum. Viele Bastelideen sind einfach, verblüffend und leicht nachzumachen.

## Übersicht kreativer Bastelarbeiten

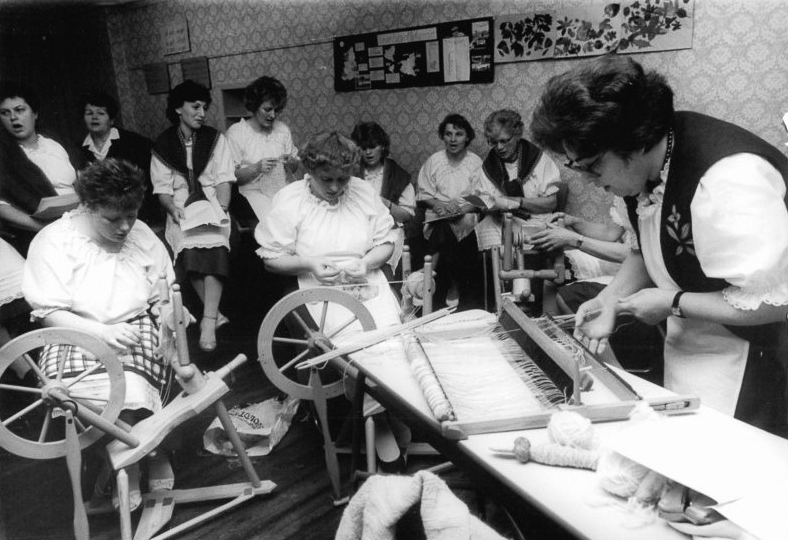
Handarbeitsgruppe mit traditionellen Spinnrädern, 1988

Gehörten früher Handarbeiten (Stricken, Häkeln, Nähen) und Werkarbeiten (Schnitzen, Streichholz- und Kronkorken-Arbeiten) zu den geschlechterabhängig betriebenen Bastelarbeiten, so ist das heutige Basteln immer weniger auf ein spezifisches Geschlecht bezogen. In neuerer Zeit gehören zum Basteln auch spezielle Techniken wie Serviettentechnik, Window-Color, Tontopffiguren, Scoubidou, Grußkarten, Freundschaftsbänder, Perlentiere.
Für die Serviettentechnik werden Gegenstände mit der obersten Serviettenschicht (der Druckschicht) verziert und mit Klarlack mit dem Untergrund verbunden. Window-Color bezeichnet klassische Fenstermalfarben, die in kleinen Plastikfläschchen verkauft werden – zuerst wird eine Randlinie gesetzt, dann mit einer Füllfarbe das Motiv ausgefüllt. Mit den neuen Fenstermalfarben können abziehbare, wiederverwendbare Fensterbilder geschaffen werden. Tontopffiguren werden aus den gebrannten Tontöpfen hergestellt, die sonst in der Gartenarbeit Verwendung finden. Ebenfalls eine Verbindung von Basteln mit einem künstlerischen Hauch findet man bei Mobiles. Das gilt auch für das kreative Gestalten von Traumfängern. Mit der japanischen Papierfalttechnik Origami können auch komplizierte Gegenstände aus einem Stück Papier gestaltet werden. Weniger frei ist man beim Kartonmodellbau (oder Modellbaubögen), wo man nur vorgegebene Modelle nachbauen kann.
Scoubidous sind aus Plastikbändern hergestellte Schlüsselanhänger; sie werden mittels einer besonderen Flechttechnik hergestellt. Freundschaftsbänder werden aus Nähgarnen geflochten und an Freunde verschenkt – mit etwas Geschick lassen sich Namen und Formen einflechten. Perlentiere werden aus Perlen und Draht oder Plastikfaden hergestellt – durch Auffädeln der Perlen in genauer Reihenfolge entstehen so 3D-Objekte wie ein Rabe, eine Schildkröte oder Weihnachtsmänner. Auch das Basteln mit Materialien aus der Natur ist möglich. Beim Kastanienmännchenbasteln werden z. B. Rohstoffe (Samen des Rosskastanienbaums) aus der Natur verwendet und mit Alltagsgegenständen kombiniert (Schnüre, Streichhölzer etc.). Neben der Herstellung von Gefäßen aus Ton (Töpferei) bieten Materialien wie FIMO neue Möglichkeiten. Die Herstellung von Fantasy- und Tierfiguren fällt durch die vorgefärbten Materialien leicht, ein Brennofen ist nicht mehr nötig.
In Asien entstehen aufwändige Bastelarbeiten aus Papier, die im Rahmen der Höllengeld-Opferung verbrannt werden.

## Basteltechniken
Je nach Zeitalter waren immer die Sparten beliebt, die – doch vor allem für Jungen – im Spiel die jeweils aktuellen High-Tech-Trends widerspiegelten. Das begann mit Metallbaukästen und Anker-Steinbaukästen sowie Modelldampfmaschinen, später ging es über zu Bauelementen aus Kunststoff (z. B. Lego oder fischertechnik) und Modelleisenbahnen. Heute ist man entsprechend der technischen Entwicklung bei Elektronikbasteln und Basteln rund um den Computer – z. B. Casemodding sowie Car-Tuning – angelangt; aber auch Software-Erstellung (Programmierung) kann im weitesten Sinne mitgezählt werden. Eine Gruppe dieser Bastler nennt sich Maker. Modellbau sowie der Aufbau von Modellanlagen als Hobby spielen heute eine geringere Rolle als früher. Besonders gute Angebote unter kommerziell vertriebenen Baukästen ließen schon immer der Kreativität breite Freiheiten und engten den Benutzer nicht zu sehr auf den Nachbau eines bestimmten Gegenstands ein.